# Georg Ludwig von Anns
Georg Ludwig von Anns (* 31. August 1760 in Neuenstein; † 7. Juli 1837 in Regensburg) war ein deutscher Politiker.

## Leben
Anns stammte aus einer Patrizierfamilie der Reichsstadt Heilbronn. Seine Eltern waren der Justizbeamte Bernhard Ludwig Anns und dessen Ehefrau Maria Gottliebe Romich, eine Tochter des Rats Friedrich Romich.
Im Gegensatz zu seinem jüngeren Bruder Wilhelm Anns, der 1793 nach Regensburg ging, ließ er sich in Frankfurt am Main nieder, wo er zunächst als Prokurist tätig wurde und sich dann 1801 als Großhändler selbständig machte. Nachdem sein Bruder erfolgreich als Bürgermeister in Regensburg wirkte, zog er ebenfalls mit seiner Handlung in diese Stadt. Von 1819 bis 1837 war er Mitglied in der Bayerischen Kammer der Abgeordneten für den Regierungsbezirk Regensburg.
In Anerkennung seiner Verdienste um den Großhandel im Königreich Bayern wurde er gemeinsam mit Wilhelm Anns am 9. März 1824 in München in den bayerischen Adelsstand erhoben.
Anns heiratete am 7. März 1807 Margarethe Charlotte von Heßling (* 31. Juli 1779; † 18. Februar 1866), eine Tochter des Leibartzes derer von Thurn und Taxis Dr. Elias Theodor Heßling (* 9. November 1744; † 5. Februar 1840). Das Paar hatte mehrere Kinder:
- Eduard Theodor Wilhelm (* 5. Mai 1809; † 19. Februar 1888), Großhändler in Frankfurt am Main ⚭ 1842 Freiin Friedrike Jeannette Kunigunde von Schütz-Pflummern (* 2. Juli 1824; † 5. Juni 1892)
- Karoline Friederike Emilie (* 3. Juni 1810) ⚭ 1839 Jakob Helenke
- Gustav Konrad Friedrich (* 28. Oktober 1812; † 28. September 1883), Großhändler in Frankfurt am Main ⚭ 1849 Freiin Maria Pauline Frederike von Süßkind (* 23. April 1825; † 15. Februar 1900)
- Luise Charlotte Sophie (* 5. Februar 1816) ⚭ 1849 Friedrich Wiener, Kaufmann in Regensburg
- Emilie Auguste Charlotte (* 12. Oktober 1818; † 27. Juli 1898)  ⚭ 1842 Franz Wilhelm Schmidt (* 4. Oktober 1807; † 6. Dezember 1889), Apotheker in Regensburg